# Jean Beaumont
Jean Beaumont est un homme politique français né le 10 juin 1870 à Commentry (Allier) et décédé le 31 mars 1966 à Commentry.

## Biographie
Agriculteur de profession, il est membre du Parti républicain, radical et radical-socialiste. Sous cette étiquette, il devient sénateur de l'Allier en 1920, réélu en 1921, 1930 et 1939.
Il vote, le 10 juillet, en faveur de la remise des pleins pouvoirs au Maréchal Pétain. Il ne retrouve pas de mandat parlementaire après la Libération.

## Sources
- « Jean Beaumont », dans le Dictionnaire des parlementaires français (1889-1940), sous la direction de Jean Jolly, PUF, 1960 [détail de l’édition]